# Stereophonics
Stereophonics est un groupe de rock britannique, originaire de Cwmaman, au Pays de Galles. Formé en 1992, il est mené par Kelly Jones (chant, guitare, textes), et composé de Richard Jones (basse), Adam Zindani (guitare, chœurs) et Jamie Morrison (batterie).
Décrit comme « rock britannique classique accompagné d'un chant whiskey », le groupe est axé dans les genres rock alternatif et « rock traditionnel britannique ». Le premier album de Stereophonics, Word Gets Around, est publié en août 1997 et atteint la sixième place des classements britanniques, aidé par les singles Local Boy in the Photograph, More Life in a Tramps Vest et A Thousand Trees. Le groupe atteint le succès avec Performance and Cocktails (et ses singles promotionnels The Bartender and the Thief, Just Looking et Pick a Part That's New) en 1999, et compte désormais dix singles classés au top 10, ainsi qu'une chanson classée première, Dakota (en 2005). Stereophonics a vendu plus de dix millions d'exemplaires dans le monde,.

## Biographie

### Débuts (1986–1996)
Tout commence dans le début des années 1990 lorsque Kelly Jones (guitare, chant), Richard Jones (basse), et Stuart Cable (batterie), trois amis d'enfance décident de monter un groupe de rock qu’ils nomment à leur début Blind Faith ce qui était aussi un nom de groupe d’Eric Clapton. Peu de temps après ils le renomment Tragic Love Company, en s'inspirant des noms de leurs groupes préférés : The Tragically Hip, Mother Love Bone et Bad Company. Plus tard, Stuart Cable inspiré par l'inscription « Stereophonic » qu’il peut lire sur le phonographe de sa grand-mère décide avec l’accord des membres de changer le nom du groupe en The Stereophonics jusqu’à ce qu’en 1996 le groupe prenne le nom définitif de Stereophonics. Selon la légende, les musiciens se seraient rencontrés à un concours annuel de cheese rolling à Cwamaman.
Originaires du Pays de Galles, ils ont fait leurs débuts dans des pubs de la région en faisant de nombreuses reprises. Ils sont fortement influencés par les groupes AC/DC et Creedence Clearwater Revival. Leur carrière professionnelle commence réellement en 1997, lorsque Richard Branson (créateur de Virgin) leur propose de signer un contrat pour le nouveau label qu'il vient de créer, V2 Music.

### Word Gets Aroundet succès (1997–2000)
Intitulé Word Gets Around et sorti en 1997, le tout premier album du trio gallois se popularise grandement, notamment en Grande-Bretagne. Il comprend des riffs de guitares et un mélange de rock et de poésie, avec des textes romantiques écrits et chantés avec une voix éraillée par Kelly Jones. Ce mélange ne passe pas inaperçu aux yeux du grand public, et le groupe décroche en 1998 un Brit Award dans la catégorie « meilleur espoir britannique » ; leur album devient disque de platine en Grande-Bretagne (500 000 ventes).
Deux ans plus tard, en 1999, fort de leur succès Stereophonics sort un deuxième opus, Performance and Cocktails, comprenant notamment The Bartender and the Thief. Leur popularité continue de s'accroître au Royaume-Uni mais aussi dans le reste de l’Europe. Trois titres de l’album se classent dans le top 10 des charts anglais[réf. souhaitée] et ils obtiennent un double disque de platine.

### Succès grand public (2001–2004)
En avril 2001, un nouvel album un peu plus acoustique que les précédents est enregistré. Il s'agit de Just Enough Education to Perform (JEEP). Là encore, les tubes sont au rendez-vous et les titres Have A Nice Day et Mr. Writer restent aujourd'hui encore parmi les plus connus du groupe. Le titre Mr. Writer dénonce les comportements des journalistes et des médias.
L'année 2003 marque un tournant pour le groupe qui sort le quatrième album, You Gotta Go There to Come Back. Il présente une nouvelle facette de Stereophonics : un album plus mûr que les précédents, au niveau des paroles et de la musique. Les paroles sont plus travaillées, loin des chansons rock des albums précédents, ce qui en fait l'album le plus abouti musicalement. Il comprend le titre Maybe Tomorrow. Au mois de septembre, le batteur Stuart Cable est renvoyé d'après les rapports, pour son manque de motivation. Il est remplacé par Javier Weyler. Steve Gorman, le batteur des Black Crowes, assure l'intérim pendant les concerts et les enregistrements live jusqu'à l'officialisation de Weyler. Lors d'un entretien avec le magazine Rip It Up, Kelly Jones, concernant le départ de Cable, admet que la situation était difficile.
Peu de temps après la fin de cette tournée (décembre 2004), Kelly et Richard décident de recruter un nouveau batteur, et ils choisiront pour ce poste, un Argentin, Javier Weyler, qu’ils avaient déjà eu l'occasion de rencontrer peu de temps auparavant ; selon Kelly Jones, « le groupe était dans ce club rock, tout le monde prenait du bon temps et le proprio nous a invité à une soirée privée dans une maison où des musiciens jouaient sur trois étages. On connaissait déjà Javier de Londres où il travaillait dans un studio de Fulham et a assisté aux démos de l'album You Gotta Go There to Come Back »[réf. nécessaire].

### Décès de Cable (2005–2010)

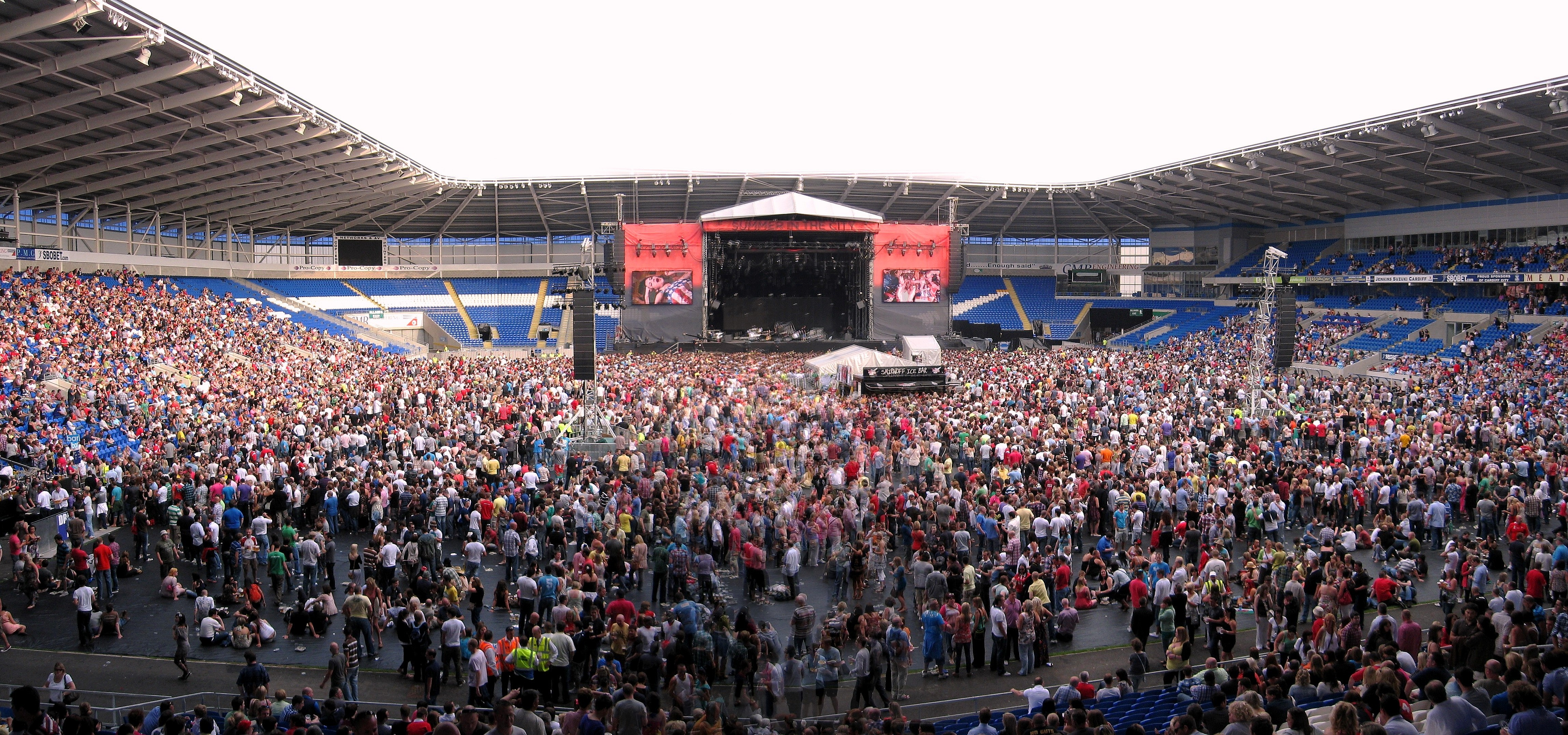
Stereophonics à Cardiff.

De nouveau à trois, Stereophonics revient à ses racines musicales, et sort Language. Sex. Violence. Other? en 2005. Ce disque lui permet d'accéder au sommet des charts anglais notamment grâce au tube Dakota. La tournée mondiale qui suit la sortie de cet album est l’occasion pour le groupe d’enregistrer le premier album en concert : Live from Dakota. Dans le même temps, Kelly Jones termine en mars 2007 un album solo, Only the Names Have Been Changed. Les pistes du disque portent toutes le prénom d'une fille, d'où le nom de l'album.
Live from Dakota, ainsi qu'un DVD, Rewind, sortent en avril 2007, pour le dixième anniversaire du groupe. Ce dernier retrace leur carrière à travers, un documentaire de près de cent minutes, des interviews de Ron Wood (The Rolling Stones), Noel Gallagher (Oasis), Bono (U2), Tom Jones, The Black Crowes, plus de deux heures de concerts extraits de leurs différentes tournées depuis 1997, et plusieurs vidéos de la tournée acoustique de Kelly Jones (2000), jusque-là inédites.
Sorti en octobre 2007, Pull the Pin est le sixième album studio de Stereophonics. L'album est écrit et enregistré en novembre 2006 mais sa sortie est repoussée à 2007. Le titre vient d'une expression qu'employait souvent Kelly Jones quand il était plus jeune. Pour lui, « pull the pin » avait comme signification « fais ce que tu veux ». Le premier single issu de ce dernier est Bank Holiday Monday, et le second It Means Nothing. Kelly Jones explique, qu'il a « écrit la chanson dans une chambre d'hôtel en Allemagne. C'était au moment où les attentats du 7 juillet 2005 ont lieu. Ce n'est pas une chanson à propos de ces attentats ; c'est plutôt sur notre façon de réaliser à quel points nos proches nous sont chers dans des moments comme celui-là ».
À l'occasion de la sortie de ce nouvel album, un nouveau musicien arrive au sein du groupe. Il s'agit de Adam Zindani, le leader du groupe Spider Simpson, qui accompagne désormais la formation en tant que guitariste solo et chœur.
Depuis ses débuts, le groupe réalise la première partie de groupes tels que U2, Lenny Kravitz, David Bowie ou encore les Rolling Stones (en France au stade de France et au Stade Vélodrome de Marseille en juillet 2003) et remplissent des stades entiers tels que le Millenium Stadium de Cardiff (DVD Day at the Race). Enfin, ils jouent le 28 août 2010 lors du festival parisien Rock en Seine.

### Nouveaux albums (depuis 2011)

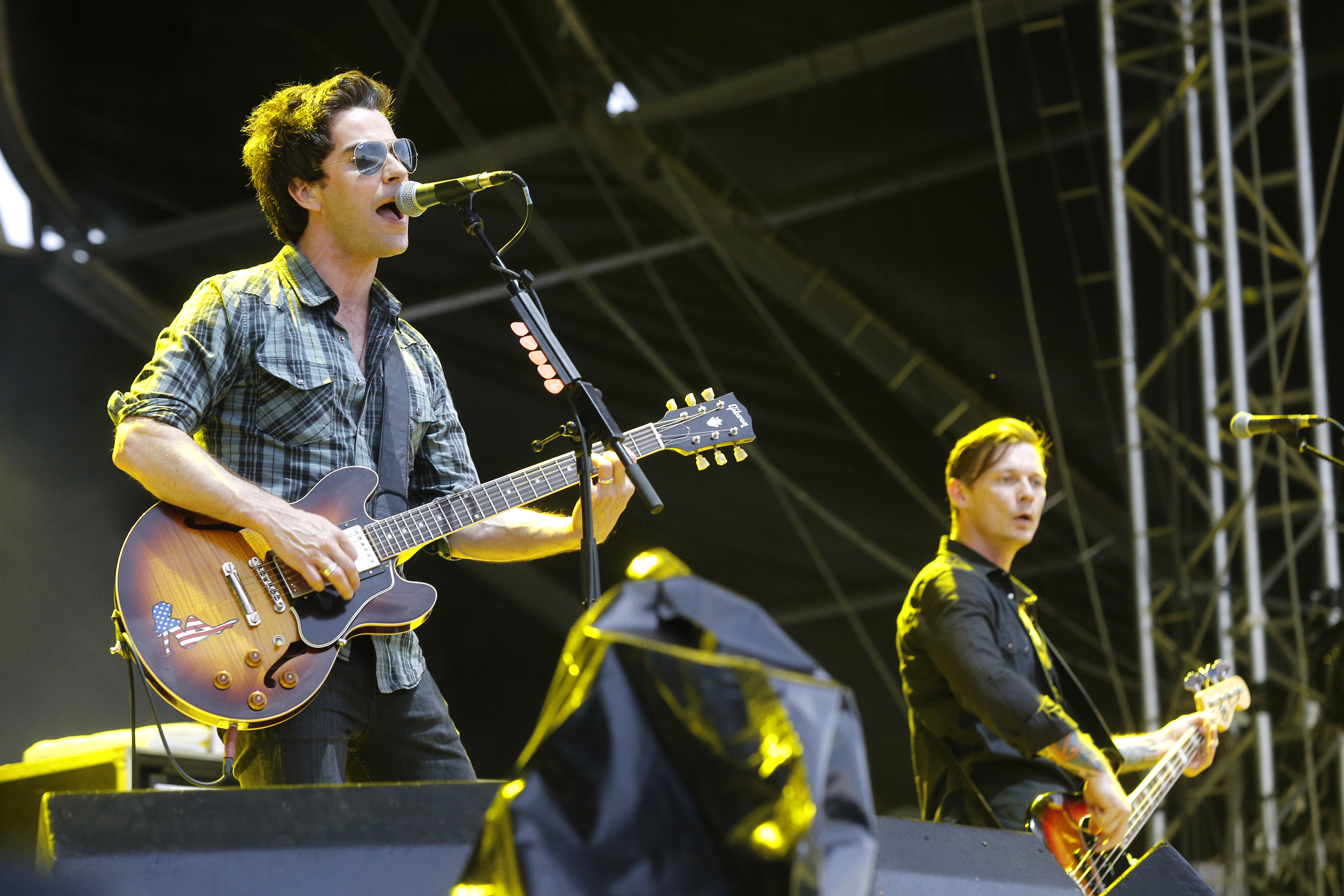
Kelly Jones en concert avec le groupe, au Nova Rock-Festival 2013.

Le septième album studio du groupe, Keep Calm and Carry On, est publié le 16 novembre 2009. Le nom de l'album vient d'une affiche vue dans le pub The White Horse, à Richmond, où le groupe passe du temps lors de l'enregistrement. Le premier extrait de l'album est Innocent. Le deuxième single Could You Be the One?, sort le 15 février 2010.
Le 24 septembre 2012, le groupe annonce (via le site officiel) la venue de son nouveau batteur, Jamie Morrison (ex-Noisettes). 
Le huitième album studio, Graffiti on a Train, est annoncé et publié le 4 mars 2013, alors que deux singles (In a Moment et Indian Summer) accompagnés de vidéos associées, sont déjà parus, en plus de Violins and Tambourines, première piste révélée en 2012, non parue en single, mais assortie d'une vidéo, le 8 octobre. À la fin février 2013, l'album est mis en streaming.
En mai 2015 sort le premier single, C'est la vie, extrait du neuvième album studio Keep the Village Alive qui sort finalement en septembre.
L'album Scream above the sounds sort en octobre 2017.

## Projets parallèles
En 2007, le batteur des Stereophonics Javier Weyler travaillait déjà sur son tout nouveau projet, appelé Capitan Melao. Celui-ci lui permet de mettre en avant tout son talent puisqu'on le retrouve pratiquement à toutes les commandes (voix, guitare, batterie, basse...) Dans cet album les chansons sont fortement inspirées par la vie de Javier. En résumé, « Capitan Melao a la séduction de la bossa nova, la douleur du boléro, la colère du rock et les mots d'un poète découragé cherchant toujours l'amour, qu'il a eu puis perdu » (Capitan Melao).
Javier annonce mi-février qu'il profitait de son temps libre pour travailler sur de nouvelles chansons pour son projet personnel.

## Discographie

### Albums studio
- 1997 : Word Gets Around
- 1999 : Performance and Cocktails
- 2001 : Just Enough Education to Perform
- 2003 : You Gotta Go There to Come Back
- 2005 : Language. Sex. Violence. Other?
- 2007 : Pull the Pin
- 2009 : Keep Calm and Carry On
- 2013 : Graffiti on the Train
- 2015 : Keep the Village Alive
- 2017 : Scream Above the Sounds
- 2019 : Kind
- 2022 : Oochya!
- 2025 : Make 'em Laugh, Make 'em Cry, Make 'em Wait

### Compilations et Albums en public
- 2006 : Live from Dakota
- 2008 : Decade in the Sun: The Best of Stereophonics (compilation)

### Singles
| Années | Noms                                      | Extraits                                     |
| ------ | ----------------------------------------- | -------------------------------------------- |
| 1997   | Local Boy in the Photograph               | Word Gets Around                             |
| 1997   | More Life in a Tramps Vest                | Word Gets Around                             |
| 1997   | A Thousand Trees                          | Word Gets Around                             |
| 1997   | Traffic                                   | Word Gets Around                             |
| 1998   | The Bartender and the Thief               | Performance and Cocktails                    |
| 1999   | Pick a Part That's New                    | Performance and Cocktails                    |
| 1999   | Just Looking                              | Performance and Cocktails                    |
| 1999   | Hurry Up and Wait                         | Performance and Cocktails                    |
| 1999   | I Wouldn't Believe Your Radio             | Performance and Cocktails                    |
| 2000   | Mama Told Me Not to Come (avec Tom Jones) |                                              |
| 2001   | Mr. Writer                                | Just Enough Education to Perform             |
| 2001   | Have a Nice Day                           | Just Enough Education to Perform             |
| 2001   | Step On My Old Size Nines                 | Just Enough Education to Perform             |
| 2001   | Handbags and Gladrags                     | Just Enough Education to Perform             |
| 2002   | Vegas Two Times                           | Just Enough Education to Perform             |
| 2003   | Madame Helga                              | You Gotta Go There to Come Back              |
| 2003   | Maybe Tomorrow                            | You Gotta Go There to Come Back              |
| 2003   | Since I Told You It's Over                | You Gotta Go There to Come Back              |
| 2004   | Moviestar                                 | You Gotta Go There to Come Back              |
| 2005   | Dakota                                    | Language. Sex. Violence. Other?              |
| 2005   | Superman                                  | Language. Sex. Violence. Other?              |
| 2005   | Devil                                     | Language. Sex. Violence. Other?              |
| 2005   | Rewind                                    | Language. Sex. Violence. Other?              |
| 2007   | Bank Holiday Monday                       | Pull the Pin                                 |
| 2007   | It Means Nothing                          | Pull the Pin                                 |
| 2007   | My Friends                                | Pull the Pin                                 |
| 2008   | You're My Star                            | Decade in the Sun: The Best of Stereophonics |
| 2009   | Innocent                                  | Keep Calm and Carry On                       |
| 2012   | In A Moment                               | Graffiti on the Train                        |
| 2015   | C'est la vie                              | Keep the Village Alive                       |
| 2017   | All in One Night                          | Scream above the sounds                      |
| 2017   | Caught By The Wind                        | Scream above the sounds                      |
| 2019   | Fly Like An Eagle                         | Kind                                         |
| 2021   | Hanging on your Hinges                    | Oochya!                                      |

### Autres
- 2007 : Only the Names Have Been Changed  (album solo de Kelly Jones)
- 2007 : Capitan Melao (album de Javier Weyler)

### DVD
| Années | Noms                                                   |
| ------ | ------------------------------------------------------ |
| 1998   | Live at Cardiff Castle                                 |
| 1999   | Live at Morfa Stadium                                  |
| 2000   | Call Us What You Want But Don't Call Us in the Morning |
| 2002   | A Day at the Races                                     |
| 2006   | Live from Dakota                                       |
| 2006   | Language. Sex. Violence. Other?                        |
| 2007   | Rewind                                                 |
| 2008   | Decade In The Sun                                      |